# Wolfgang Horsch
Wolfgang Horsch (* 1960 in Heilbronn) ist ein deutscher Cartoonist und Karikaturist.

## Leben und Werk
Nach dem Abitur studierte Horsch in Heidelberg Theologie und verfasste schon währenddessen Sportkarikaturen für die Frankfurter Allgemeine Zeitung und politische Karikaturen unter anderem für Die Zeit, das Handelsblatt, den Standard und die Süddeutsche Zeitung.
Seit 1990 ist Horsch als Karikaturist und Cartoonist selbstständig und seine Zeichnungen werden derzeit regelmäßig im Handelsblatt, der Süddeutschen Zeitung, den Stuttgarter Nachrichten, dem Tagesspiegel, der Börsen-Zeitung, der Wirtschaftszeitung Finanz und Wirtschaft und dem Standard veröffentlicht.
In der Region Stuttgart wird seit 1997 der Comicstrip Diefenbach und in verschiedenen Zeitungen der Wirtschafts- und Börsencomicstrip »UP AND DOWN« veröffentlicht.

## Auszeichnungen
- 1999, 2002: Förderpreis beim Deutschen Preis für die politische Karikatur[5][6]
- 2005: Auszeichnung beim Deutschen Preis für die politische Karikatur[7]
- 2006: Cicero-Leserpreis im Rahmen der Karikaturenausstellung Vision D – Wie Deutschland in 20 Jahren aussieht[8]
- 2007: 2. Preisträger bei der Rückblende 2007 – Wettbewerb des Bundesverbandes Deutscher Zeitungsverleger[9]
- 2007, 2008, 2012, 2015: Auszeichnung beim Deutschen Preis für die politische Karikatur[10][11]

## Veröffentlichungen
- Börsen-Cartoons zur Finanzkrise. TM Börsenverlag, Rosenheim 2009, ISBN 978-3-930851-77-5.
- Karikaturen in Besser leiten mit Vertrauen – Die Kita-Leitung als verlässliche Größe für Kinder, Eltern und Team. Joachim Armbrust und Gudrun Noll. Carl Link Verlag, Köln 2016, ISBN 978-3-556-06963-9.